# Lockhartia amoena
Lockhartia amoena là một loài thực vật có hoa trong họ Lan. Loài này được Endres & Rchb.f. mô tả khoa học đầu tiên năm 1872.